# Rakovník
Rakovník település Csehországban, Rakovníki járásban. Rakovník Lužná, Lubná, Lišany, Senomaty, Pavlíkov és Olešná településekkel határos. Lakosainak száma 15 739 fő (2024. január 1.).

## Népesség
A település lakosságának változását az alábbi diagram mutatja:
| Lakosok száma | 4274 | 6622 | 8805 | 11 956 | 16 233 | 16 585 | 16 081 | 15 846 | 15 373 | 15 739 |
|               | 1869 | 1900 | 1921 | 1961   | 1980   | 2011   | 2016   | 2019   | 2021   | 2024   |